# Mar de dudas
Mar de dudas es una serie de televisión española emitida por TVE entre los meses de abril y agosto de 1995. Esta serie forma parte de un programa de televisión El destino en sus manos, realizado por Boca a Boca. Se componía por la serie Mar de dudas y su posterior debate.
Los telespectadores eligen el final abierto de cada capítulo dependiendo de las dos opciones que se daban a elegir para el final de cada capítulo. La conductora de cada debate era Gemma Nierga. El director de la serie fue Manuel Gómez Pereira. Entre el reparto de la serie se encuentran Cristina Marcos, Chema Muñoz, Ana Gracia, Toni Cantó, Gloria Muñoz, Fernando Guillén Cuervo, Candela Peña, Elvira Mínguez y Aitor Mazo.
El argumento de la serie se desarrolla en un centro de planificación familiar y gira en torno a unos personajes permanentes, como son una ginecóloga, auxiliares, recepcionista, etc. A través de cuestiones morales, el suspense es la clave de los episodios y de la trama narrativa. Alguna trama, para más veracidad, estaba basada en hechos reales. Esta serie ejercía una especie de juego de rol en el que el público es partícipe del futuro de cada episodio y de sus personajes. En los debates, con distintos invitados, se trataban estos temas morales.

## Capítulos
La serie consta de un total de 13 capítulos con sus correspondientes debates. La media de duración de cada capítulo está entre 35 y 52 minutos.
- Capítulo 1[3] emitido el 26 de abril de 1995. Mar (Cristina Marcos), la protagonista, es una joven ginecóloga que trabaja en el centro de salud del ayuntamiento. Tiene una relación sentimental con Jorge (Chema Muñoz), un compañero de trabajo que es psiquiatra, a quien acaba de dejar plantado viendo la tv. Su correspondiente debate fue titulado "Fidelidad o Infidelidad".[4] En este primer debate participaron Ana Botella, María Barranco, Frederic Rodra y Antonio Resines.
- Capítulo 2:[5] emitido el 3 de mayo de 1995. En este capítulo la hermana de Mar la llama para contarle que ha sufrido una violación. Tras ser examinada por Mar en la clínica, Elena (Ana Gracia) miente a su marido diciendo que ha tenido un accidente de coche. Su correspondiente debate fue titulado Relaciones Familiares.[6] En este debate participaron Javier Bardem, Gracia Olayo, Bibi Andersen y Lorenzo Milá.
- Capítulo 3:[7] emitido el 10 de mayo de 1995. Mar sospecha de que el violador anda cerca. Antonio, el joven periodista, busca intencionadamente la amistad de Mar para obtener información destinada a un reality show. Su correspondiente debate fue titulado Ética en los medios de comunicación.[8] En este debate participaron Narciso Ibáñez Serrador, Carmen Rigalt, Javier Sardá y Carlos Carnicero.
- Capítulo 4:[9] emitido el 31 de mayo de 1995. En este capítulo otra joven está a punto de ser víctima del violador. Mar investiga quién puede ser. Su correspondiente debate fue titulado Relaciones amorosas interraciales.[10] En este debate participaron Fernando Arrabal, Luis Zarraluqui, Rossy de Palma y Eduardo Vizcaíno.
- Capítulo 5:[11] emitido el 7 de junio de 1995. En este capítulo Mar y Antonio (Toni Cantó), el periodista, investigan por su cuenta quien puede ser el violador. Llegan hasta el cine porno donde el taxista dejó al violador. Su correspondiente debate fue titulado Sinceridad en la pareja.[12] En este debate participaron Paola Dominguín, Mari Pau Domínguez, Adolfo Marsillach y Pepín Líria.
- Capítulo 6:[13] emitido el 14 de junio de 1995. En este capítulo, Teresa, la hija de la peluquera tiene una relación amorosa con su profesor Eduardo. Tienen una discusión y Teresa decide denunciarlo a la policía declarando que ha sido violada. Su correspondiente debate fue titulado La paternidad biológica de los homosexuales.[14] En este debate participaron Verónica Forqué, Ramón García, Paloma Gómez Borrero y el cantante Francisco.
- Capítulo 7:[15] emitido el 21 de junio de 1995. En este capítulo Teresa la peluquera está llena de odio hacia el novio y profesor de su hija, Eduardo. Intenta apuñalarlo en el centro médico pero la secretaria Manuela se interpone entre los dos y sale ella herida. Su correspondiente debate fue titulado Malos tratos a menores.[16] En este debate participaron Jaime Garralda, Lola Herrera, Isabel Tocino y Lobo Carrasco.
- Capítulo 8:[17] emitido el 28 de junio de 1995. En este capítulo Mar descubre que Antonio le ha ocultado cosas y que no es tan claro con ella. Descubre que tiene familia en Barcelona. Su correspondiente debate fue titulado Razones para casarse.[18] En este debate participaron Paloma Lago, José Manuel Soto, Pepe Martín y Santiago Segura.
- Capítulo 9:[19] emitido el 5 de julio de 1995. En este capítulo el violador se pone en contacto con Antonio como única vía para llegar a Mar. Su correspondiente debate fue titulado La violencia.[20] En este debate participaron Luis Rojas Marcos, Cristina Hoyos, Raúl Sender y Pastora Vega.
- Capítulo 10:[21] emitido el 12 de julio de 1995. En este capítulo Victor, el violador, tiene secuestrada a Gloria (María Pujalte). En el bar cae la primitiva y a Antonio y a Mar se les cancela las vacaciones por culpa del trabajo. Su correspondiente debate fue titulado Secuestrador y secuestrado.[22] En este debate participaron Martirio, Catherine Fulop, Francisco Alonso Fernández y Antonio Rubio.
- Capítulo 11:[23] emitido el 19 de julio de 1995. En este capítulo el violador Victor sale apresuradamente de la casa de Mar al darse cuenta de que dentro de ella se encuentra su hermana Elena. Su correspondiente debate fue titulado Violaciones.[24] En este debate participaron Amparo Baró, Mónica Randall, Kiti Manver, Mercedes Sampietro y Teresa Cruz.
- Capítulo 12:[25] emitido el 27 de julio de 1995. En este capítulo Mar y Antonio hacen planes para la boda. Su correspondiente debate fue titulado Trabajo femenino.[26] En este debate participaron Charo López, Cristina García Ramos, Antonio Canales y Antonio Albert.
- Capítulo 13:[27] emitido el 3 de agosto de 1995. Final de la serie. En este capítulo Antonio decide ir a ver a su antigua jefa en la televisión, Blanca. Tras recibir una extraña llamada se encuentra con que ha sido asesinada. Su correspondiente debate es El cierre de la serie.[28] En este debate se reúnen los protagonistas de la serie y comentan cómo ha sido el rodaje.